# 马克思发生器

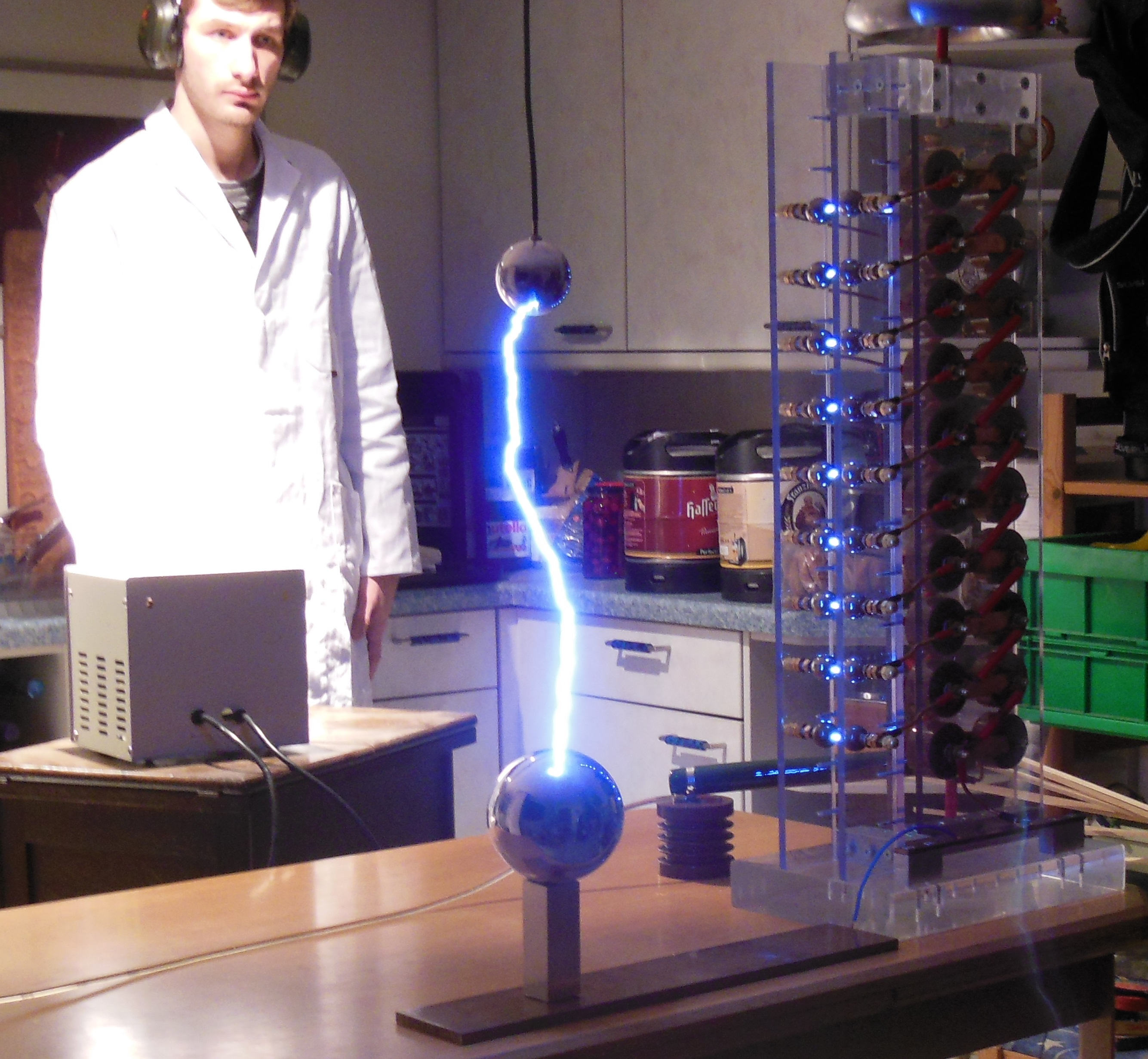
马克思发生器“（右边的塔）”小型演示。 它是一个十级发电机。 主要排放在左侧。 图像中可以看到的九个较小的火花是串联连接充电电容器的火花隙。

马克思发生器（Marx generator）是埃尔文·奥托·马克斯于1924年首次提出的一种能通过低压直流电源产生高压脉冲的电路。用于高能物理实验，并可模拟闪电对輸電系統和航空设备的影响。 桑迪亚国家实验室使用一组 36 个马克思发生器在他们的Z脉冲功率设施(Z机)中生成 X 射线。

## 运行原理

Marx Generator.svg

马克思发生器通过对多个并联电容器充电，然后突然将它们串联起来，从而产生高压脉冲。如上图所示。起初，n 个电容器（C）并联充电，直流电源通过电阻器（RC）将其充电至特定电压 VC。用作开关的火花间隙两端的电压为 VC，但击穿间隙所需的电压大于 VC，因此在电容器充电时，电路表现为断路。最后一个间隙将发电机的输出与负载隔离；如果没有该间隙，负载将阻止电容器充电。为了产生输出脉冲，第一个火花间隙会先被击穿；击穿会有效地使间隙短路，从而将前两个电容器串联起来，这样子便在第二个火花间隙上施加约 2VC 的电压。随后，第二个间隙被断开，将第三个电容器添加到回路中，然后继续依次断开所有间隙，由此产生高压。

## 改进

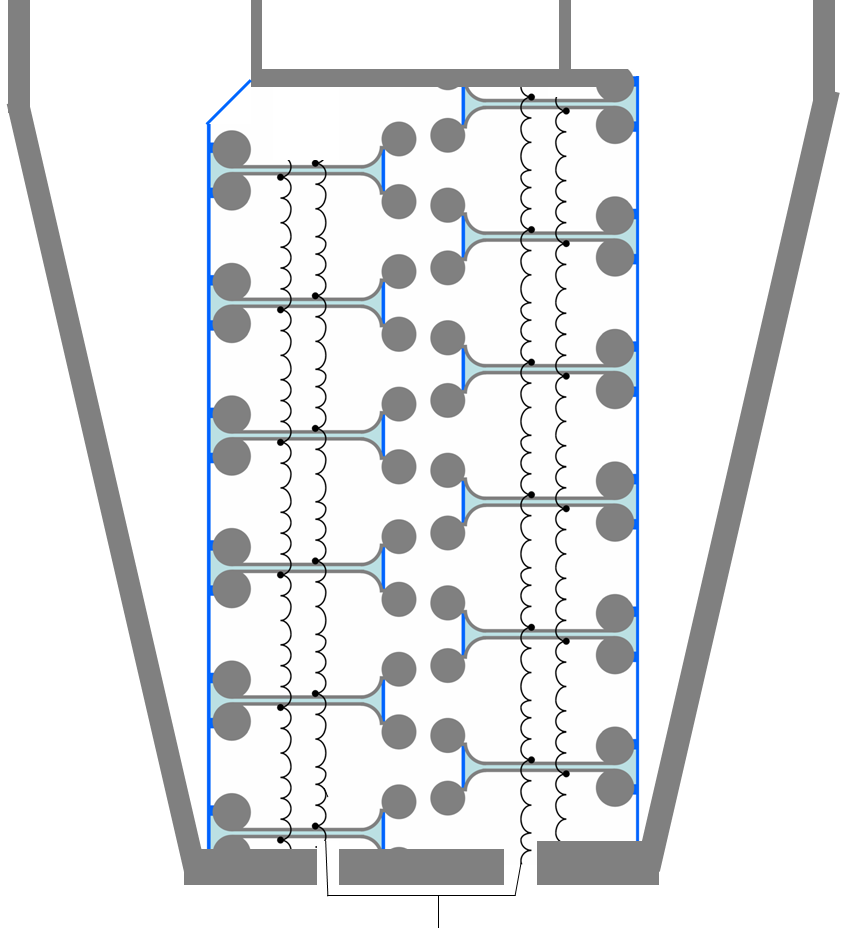
为了提供 5 ns 上升时间脉冲，Marx 发生器通常内置在同轴波导中。火花间隙尽可能靠近，以实现最大的紫外光交换和最小的抖动。直流高压来自下方，脉冲高压从上方进入同轴线。中间的双线球体是火花间隙，所有其他球体是为了避免电晕放电。蓝色为水电容器。灰色为固体金属。黑色为细线。外导体也是一个容器，可以优化气体和压力。

马克思产生器的性能取决于电容器的选择和放电的时间长短。通过在电极中掺入放射性同位素铯 137 或镍 63，以及调整火花间隙的方向，可以使点火火花间隙开关发出的紫外线能照亮剩余的开放式火花间隙，达到改善开关时间的目的。